# Amt Boostedt-Rickling
La comunità amministrativa di Boostedt-Rickling (Amt Boostedt-Rickling) si trova nel circondario di Segeberg nello Schleswig-Holstein, in Germania.

## Suddivisione
Comprende 6 comuni:
1. Boostedt (6 443)
2. Daldorf (635)
3. Groß Kummerfeld (1 878)
4. Heidmühlen (669)
5. Latendorf (622)
6. Rickling (3 183)

Il capoluogo è Boostedt.
(Tra parentesi i dati della popolazione al 31 dicembre 2021)